# Lipsia-Haus

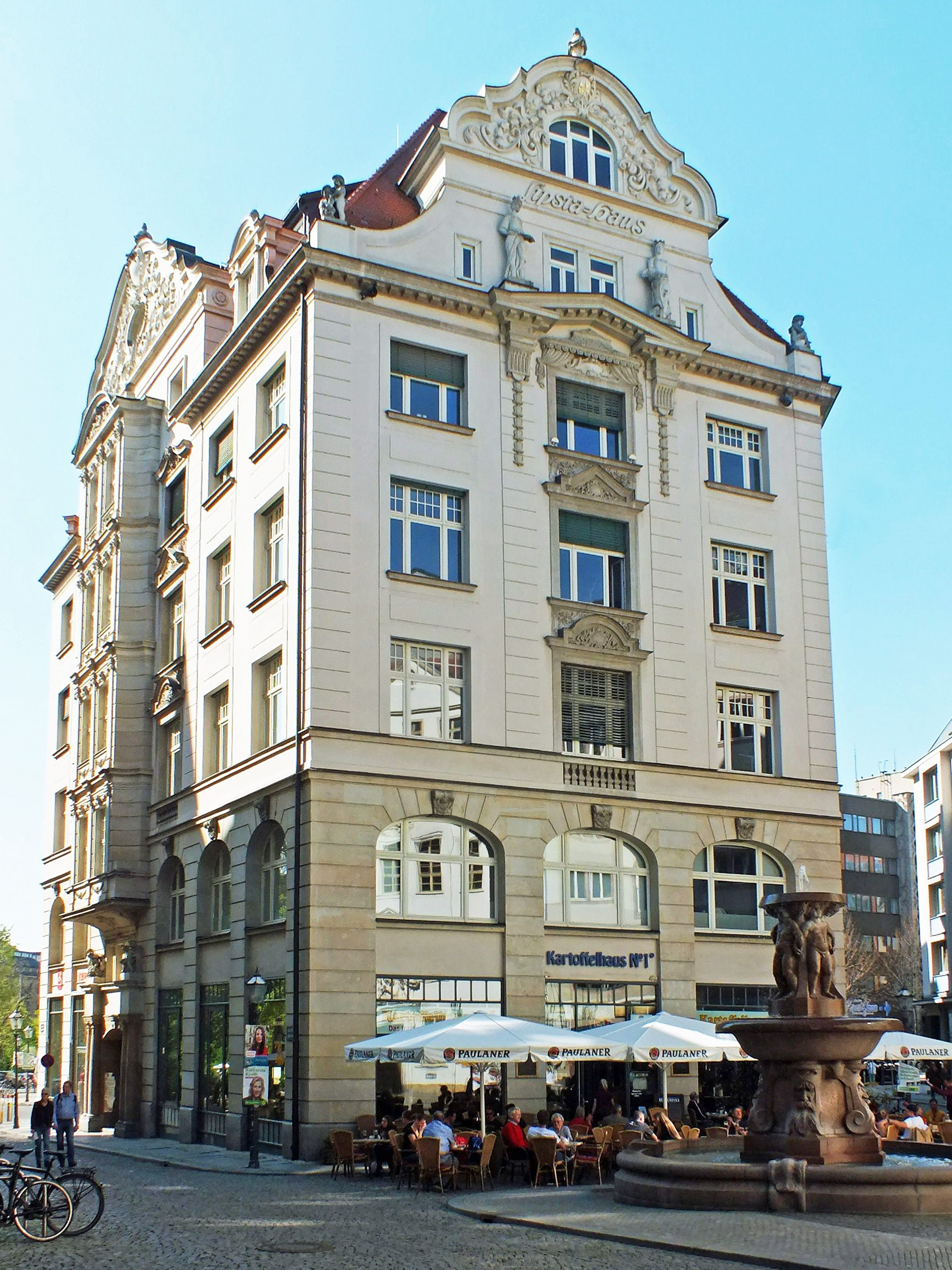
Lipsia-Haus (2019)

Das Lipsia-Haus ist ein Wohn- und Geschäftshaus in der Leipziger Innenstadt. Der Name Lipsia geht auf die lateinische Bezeichnung für Leipzig zurück. Es befindet sich auf dem vom Barfußgäßchen sowie der Kleinen und der Großen Fleischergasse gebildeten Platz und besitzt die Adresse Barfußgäßchen 12. Es steht unter Denkmalschutz.

## Geschichte
Bis 1904 endete das Barfußgäßchen an der Kleinen Fleischergasse. Dann wurde es mit Abriss von Altbauten bis zum Dittrichring weitergeführt. An seiner Südseite wurden die Gebäude des Trifugiums errichtet. An der Nordseite entstand nach Abbruch der alten Häuser Kleine Fleischergasse 9–15 ein dreieckiger Platz, auf dessen Westteil 1909/1910 die Lebensversicherung München von 1871 (kurz LV 1871) ihr Leipziger Kontorhaus errichten ließ. Die Pläne stammten nach einem begrenzten Wettbewerb vom Leipziger Architekten Wilhelm Becker. Er errichtete unter der städtischen Wettbewerbsprämisse, dass das Gebäude gestalterische Bezüge zur ehemaligen, am Ort vorhandenen Bebauung aufweisen sollte, ein Haus in neobarockem Stil. Gegenüber am Platz befindet sich das barocke Café-Haus „Zum Arabischen Coffe Baum“.
1913 entwarf der Leipziger Arzt und  Bildhauer Max Lange (1868–1947) einen Zierbrunnen, der auf dem Platz vor dem Lipsia-Haus aufgestellt wurde und den Namen Puttenbrunnen erhielt. Später bürgerte sich nach dem benachbarten Haus der Name Lipsia-Brunnen ein, der nun auch offiziell gilt.
Neben den Büroräumen enthielt das Lipsia-Haus von Anfang an im Erdgeschoss ein Kino mit dem Namen „Welttheater“. Der Saal besaß einen trapezförmigen Grundriss mit der Leinwand auf der Schmalseite und hatte 554 Plätze. 1937 wurde es in „Filmeck“ umbenannt und stellte 1963 seinen Betrieb ein. An das Filmeck erinnert noch der Name eines Saales des Passage-Kinos im Jägerhof.
1998 wurde das Lipsia-Haus renoviert und dient nun als Wohn- und Geschäftshaus mit Gastronomie im Erdgeschoss.

## Architektur

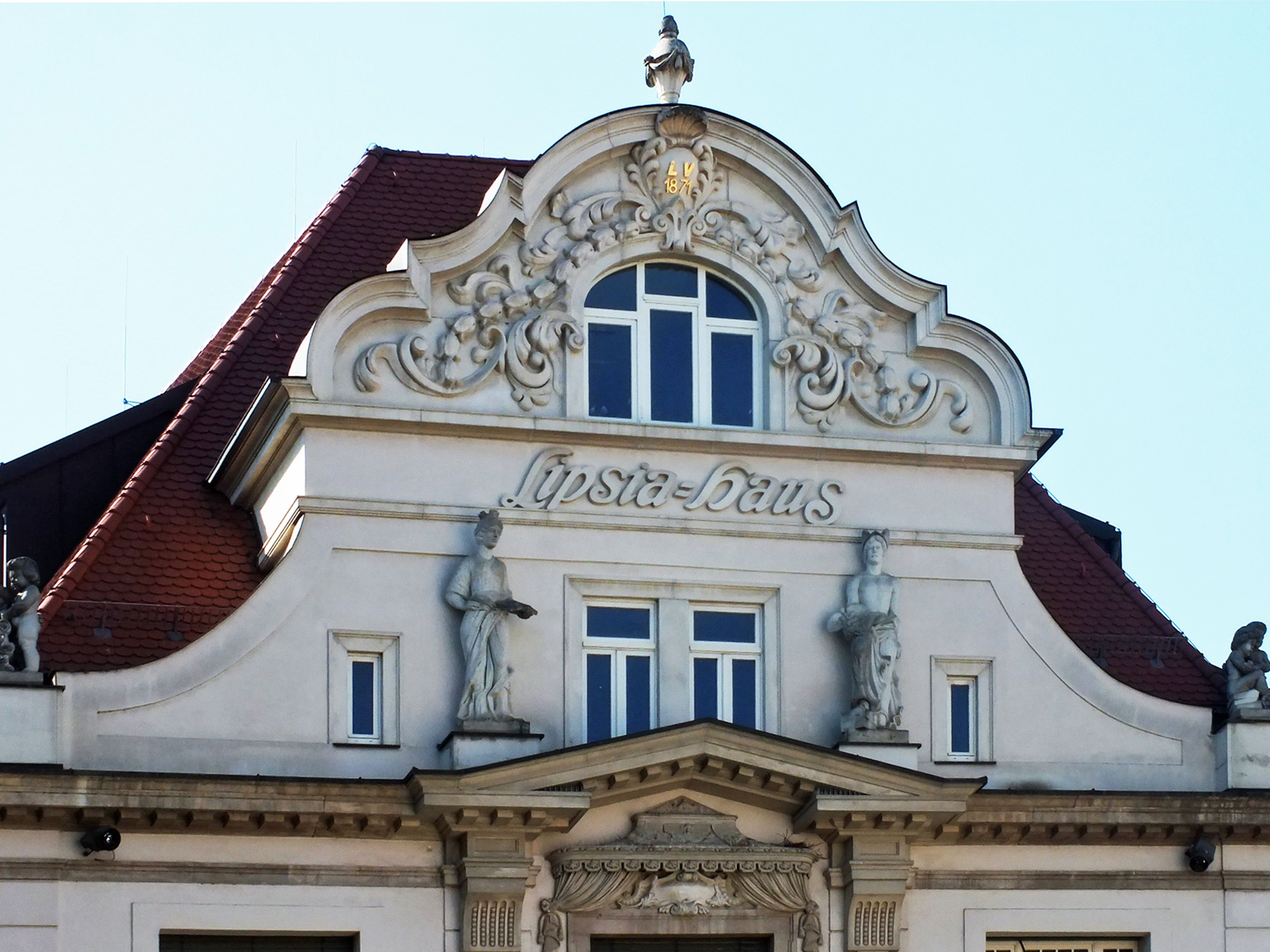
Ostgiebel
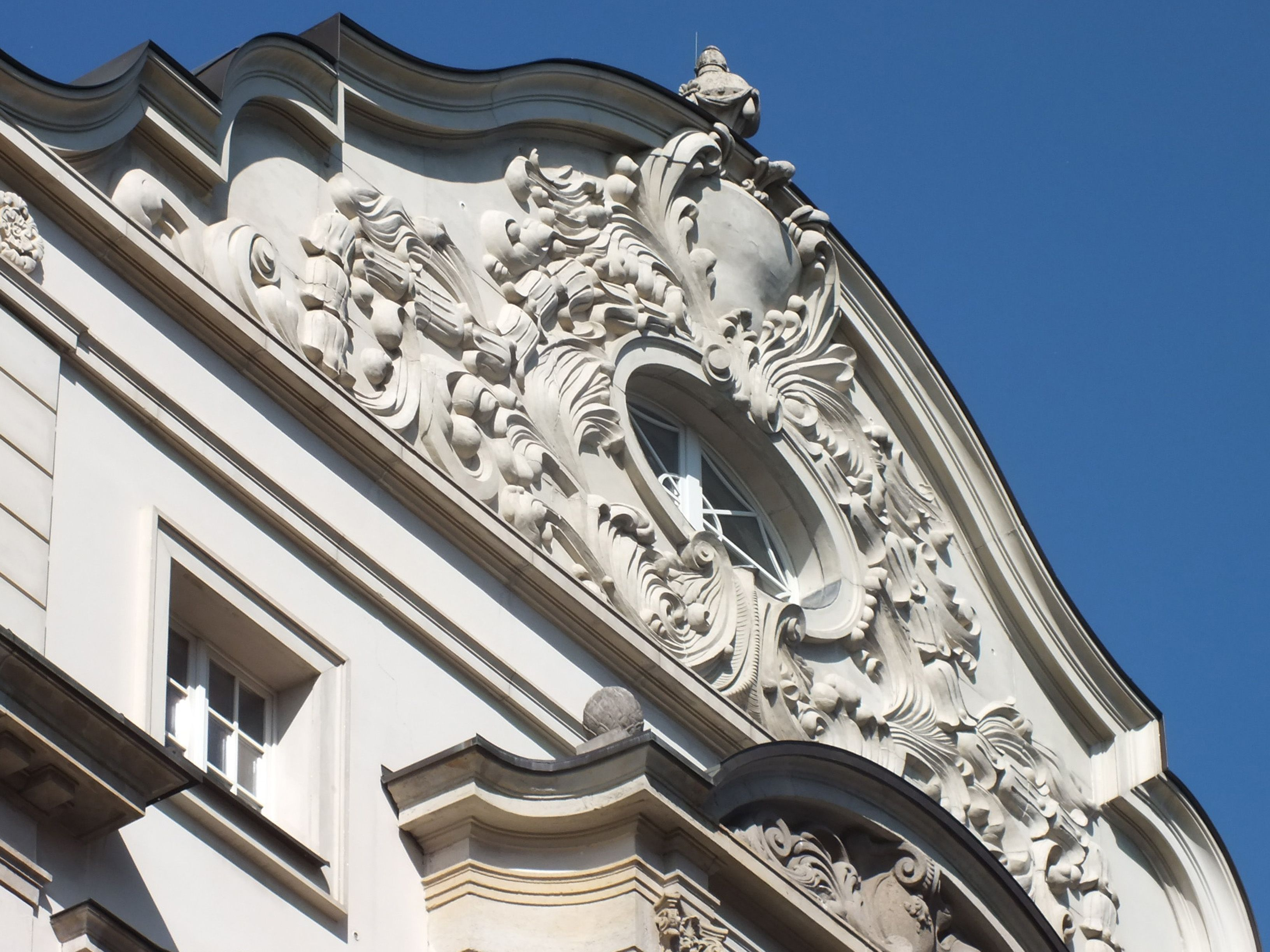
Südgiebel
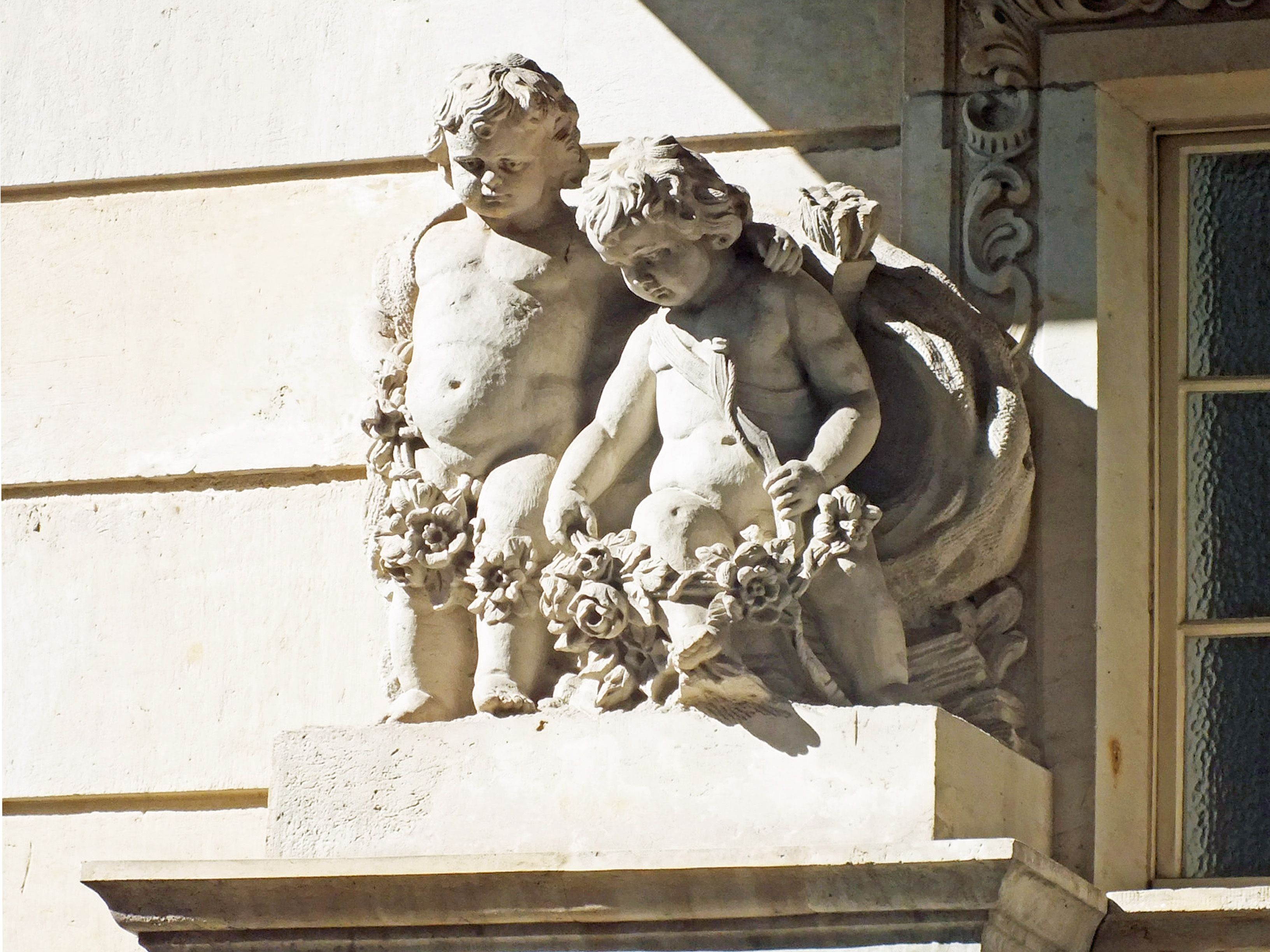
Putten als Bauschmuck

Das fünfgeschossige Gebäude besitzt, durch den Straßenverlauf bestimmt, einen trapezförmigen Grundriss. Nach Nord- und Südwesten weist es gebrochene Ecken auf. Erdgeschoss und erste Etage sind durch gestelzte Bögen zur Sockelzone zusammengefasst. 
Nach Osten, Süden und Westen zeigt das Gebäude breite, durch barockisierende Formen aus Blättern und Blüten, Draperien und Kartuschen geschmückte Zwerchgiebel. Die Nordostfassade ist schlicht gehalten.
Der Ostgiebel trägt neben ornamentalen Schmuck den Schriftzug mit dem Namen des Hauses, die Figuren der Lipsia mit Buch und Mauerkrone und des Merkur mit Merkurstab und Flügelhelm sowie in Gold die Initialen der Erbauerfirma. Die Südseite weist einen vieretagigen Erker auf mit einem Ochsenaugenfenster im darüber stehenden Giebel.
Das Walmdach trägt zwei Etagen Schleppgauben und gibt zentral einen kleinen glasgedeckten Lichthof frei.